# Acacia vassalii
Acacia vassalii är en ärtväxtart som beskrevs av Bruce R. Maslin. Acacia vassalii ingår i släktet akacior, och familjen ärtväxter. Inga underarter finns listade i Catalogue of Life.